# Aphilopota partilis
Aphilopota partilis är en fjärilsart som beskrevs av Louis Beethoven Prout 1954. Aphilopota partilis ingår i släktet Aphilopota och familjen mätare. Inga underarter finns listade i Catalogue of Life.